# Ferenc Sas
Ferenc Sas (Boedapest, 16 augustus 1915 - Buenos Aires, 3 september 1988) was een Hongaarse voetballer.
Sas werd geboren in 1915 in een joodse familie als de zoon van Leopold en Roza Sohn. Zijn vader sneuvelde in de Eerste Wereldoorlog. Toen hij voetballer werd nam hij de meer Hongaarse naam Sas aan om zo meer kans te maken om geselecteerd te worden voor het nationale elftal. In 1934 ging hij spelen voor MTK aan de zijde van onder andere Wudi Müller en Pál Titkos. Ze werden landskampioen in 1936 en 1937.
In april 1936 speelde hij voor de eerste keer voor het nationale elftal tegen Oostenrijks voetbalelftal, een wedstrijd die met 5-3 gewonnen werd. Enkele dagen later scoorde hij voor het eerst in een wedstrijd tegen Ierland. In 1937 maakte hij deel uit van een Centraal-Europese selectie die tegen een West-Europese selectie speelde. In deze wedstrijd scoorde hij dankzij assists van György Sárosi en de Italiaan Silvio Piola en droeg zo bij aan de 3-1 zege. In 1938 trok hij met het Hongaarse elftal naar het WK in Frankrijk. Na een 6-0 zege op Nederlands-Indië en een 2-0 tegen Zwitserland ging het elftal naar de halve finale, waar Zweden met 5-1 in de pan gehakt werd. In de finale tegen thuiselftal Italië hadden de Hongaren weinig kans en het werd 2-4,
Na het WK emigreerde Sas naar Argentinië en begon in december 1938 in een vriendschappelijke wedstrijd voor Boca Juniors. In Argentinië noemde hij zich Francisco Sohn. In 1940 won hij de titel met Boca. Door de stevige concurrentie kwam hij na 1941 niet meer tot spelen. Vanaf 1943 ging hij spelen voor tweedeklasser Argentinos Juniors.